# توماس شميت
توماس شميت (بالفرنسية: Thomas Schmidt)‏ (4 يونيو 1996 بكاليدونيا الجديدة في فرنسا - ) هو لاعب كرة قدم فرنسي في مركز حراسة المرمى. شارك مع منتخب كاليدونيا الجديدة تحت 17 سنة لكرة القدم ومنتخب كاليدونيا الجديدة تحت 20 سنة لكرة القدم ومنتخب كاليدونيا الجديدة تحت 23 سنة لكرة القدم ومنتخب كاليدونيا الجديدة لكرة القدم. أما مع النوادي، فقد لعب مع AS Lössi ‏ وAS Mont-Dore ‏.

## وصلات خارجية
- توماس شميت على موقع قاعدة بيانات كرة القدم.إي يو (الإنجليزية)
- توماس شميت على موقع ناشيونال فوتبول تيمز (الإنجليزية)
- توماس شميت على موقع Soccerway.com (الإنجليزية)